# Архиепархия Катовице
Архиепархия Катовице (лат. Archidioecesis Katovicensis) — архиепархия Римско-Католической церкви с центром в городе Катовице, Польша. В митрополию Катовице входят епархии Гливице и Ополе. Кафедральным собором архиепархии Катовице является церковь Христа Царя.

## История
28 октября 1925 года Римский папа Пий XI издал буллу «Vixdum Poloniae unitas», которой учредил епархию Катовице, включив её в митрополию Кракова.
25 марта 1992 года Римский папа Иоанн Павел II издал буллу Totus tuus Poloniae populus, которой возвёл епархию Катовице в ранг архиепархии, передав часть её территории в пользу новых епархий Бельско-Живеца и Гливице.
С 1980 года в Катовице действует Высшая духовная семинария, которая ранее располагалась в Кракове.

## Одинарии архиепархии
- епископ Август Хлонд (14.12.1925 — 24.06.1926 — назначен архиепископом Гнезно-Познани);
- епископ Аркадиуш Лисецкий (24.06.1926 — † 13.05.1930);
- епископ Станислав Адамский (2.09.1930 — † 12.11.1967);
- епископ Херберт Беднож (12.11.1967 — 3.06.1985);
- архиепископ Дамиан Зимонь (3.06.1985 — 29.10.2011);
- архиепископ Виктор Скворц (29.10.2011 — 31.05.2023);
- архиепископ Адриан Юзеф Галбас, S.A.C. (31.05.2023 — 4.11.2024 — назначен архиепископом Варшавы).

## Источник
- Annuario Pontificio, Ватикан, 2007
- Булла Totus Tuus Poloniae populus, AAS 84 (1992), стр. 1099 Архивная копия от 13 июля 2020 на Wayback Machine  (лат.)